# Edward Lawrence Bader
Edward Lawrence Bader (8 juin 1874 – 29 janvier 1927) est un homme politique américain, membre du Parti républicain et maire d'Atlantic City, dans le New Jersey. Bader est surtout connu pour sa contribution au développement des constructions, du sport et de l'aviation à Atlantic City. Il apparaît dans la série Boardwalk Empire où il est joué par Kevin O'Rourke.